# Sébastien Poisson
Pour les articles homonymes, voir Poisson (homonymie).
Sébastien Poisson, né le 3 octobre 1973 à Longjumeau, est un footballeur professionnel français devenu professeur d'éducation physique et sportive en collège. Durant sa carrière de joueur, entre 1989 et 2000, il joue au poste d'attaquant.

## Carrière en club
Sébastien Poisson commence sa carrière en club en 1989 en rejoignant l'équipe B du Stade Rodez Aveyron.
Après une saison, il est promu dans l'équipe A où il joue de 1990 à 1992.
Pendant son passage à Rodez, il eut l'occasion de participer à un match de demi-finale de la Coupe de France 1990-1991 contre l'Olympique de Marseille, bien qu'il soit resté sur le banc. Cette rencontre s'est soldée par une défaite de Rodez 4-1 face à l'OM.
En 1992, Poisson rejoint l'équipe B du Toulouse FC, puis fait un retour à Rodez en signant avec le Rodez AF, où il joue 27 matchs et marque un but.
Il poursuit sa carrière en signant à l'AS Muret en 1993, où il reste trois saisons.
Après son passage à Muret, il a rejoint l'AS Libourne de 1996 à 1997 avant de terminer sa carrière de joueur au FC Levallois en 1997, où il a pris sa retraite en 2000,,.

## Vie privée
Après sa carrière professionnelle, il se reconvertit en professeur d'éducation physique et sportive dans le collège Jean Bène de la ville de Pézenas,.